# Marc Andreu
Marc Andreu (Fréjus, 27 de diciembre de 1985) es un jugador francés de rugby que se desempeña como wing.

## Carrera
Fue seleccionado a los Barbarians franceses en tres ocasiones, destacando los partidos ante los Canucks en 2008 y frente a los Pumas en 2012.

## Selección nacional
Fue convocado a Les Bleus por primera vez en febrero de 2010 para enfrentar a los Dragones rojos, días más tarde marcó su primer try ante la Azzurri, jugó varios partidos más ese año pero luego perdió la regularidad en su seleccionado y por ahora disputó su último partido en junio de 2013 ante los All Blacks. En total jugó siete partidos y marcó dos tries.

## Palmarés
- Campeón del Torneo de las Seis Naciones de 2010.
- Campeón del Top 14 de 2012–13 y 2015–16.